# Werner Fromm
Werner Fromm, född 9 april 1905 i Husum, död 10 maj 1981 i Bielefeld, var en tysk SS-Oberführer och överste i polisen. Under andra världskriget var han SS- och polischef i Białystok.

## Befordringshistorik
| Datum         | Tjänstegrad                                 |
| ------------- | ------------------------------------------- |
| mars 1934     | SS-Untersturmführer                         |
| juni 1934     | SS-Obersturmführer                          |
| januari 1935  | SS-Hauptsturmführer                         |
| januar 1936   | SS-Sturmbannführer                          |
| april 1938    | SS-Obersturmbannführer                      |
| november 1940 | SS-Standartenführer                         |
| januari 1943  | SS-Oberführer und Oberst der Polizei        |
| januari 1945  | SS-Untersturmführer der Reserve (Waffen-SS) |